# Lịch sử vũ trụ

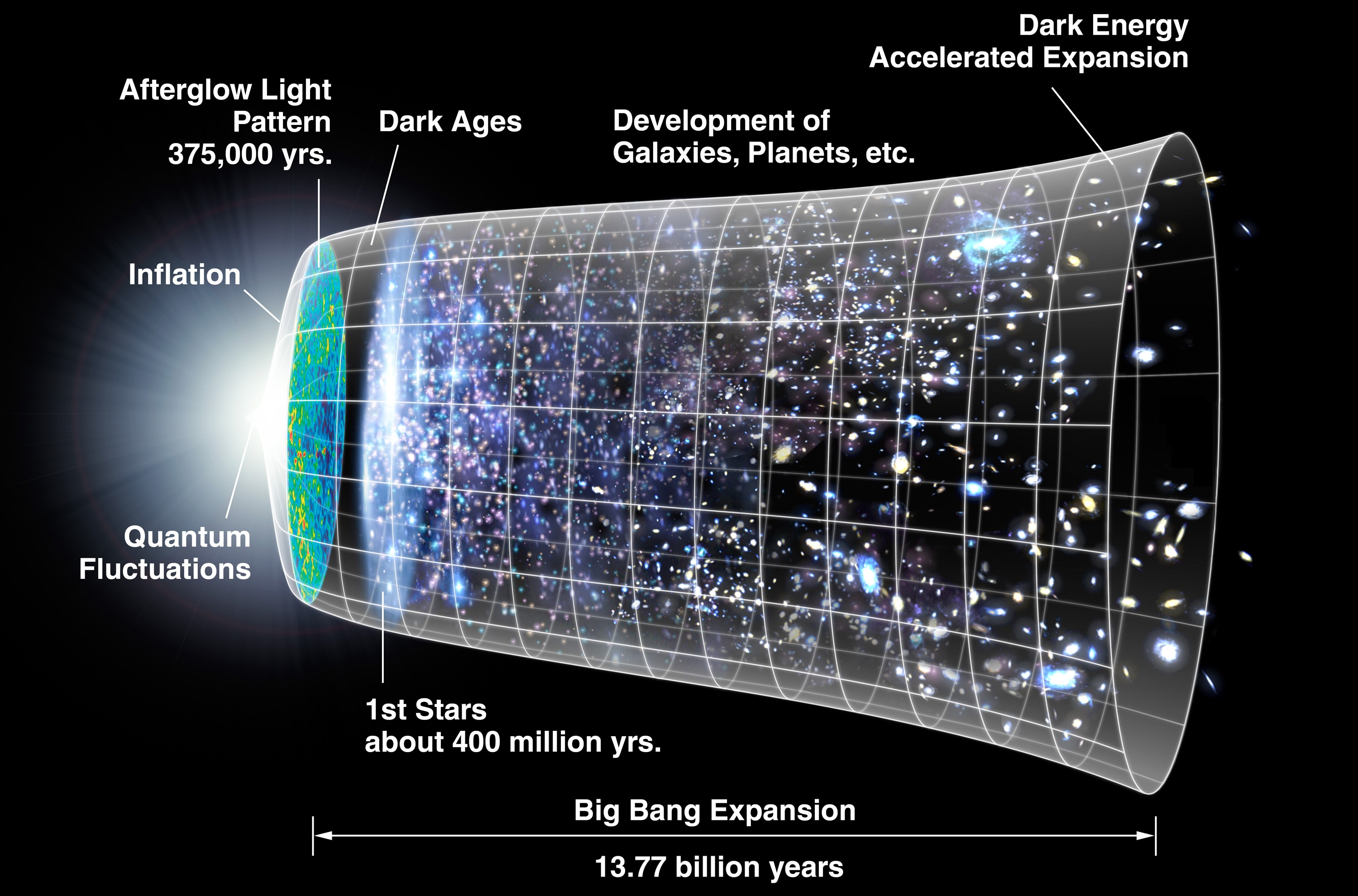
Hình sơ đồ thể hiện quá trình tiến hóa của vũ trụ khả kiến, xuất phát từ Vụ Nổ Lớn (điểm sáng bên trái) - cho đến hiện tại.

Thời gian biểu của sự hình thành và phát triển của vũ trụ mô tả lịch sử vũ trụ và tương lai của vũ trụ theo thuyết Vụ Nổ Lớn (Big Bang theory). Người ta ước tính quá trình mở rộng metric của không gian đã khơi mào từ 13,8 tỷ năm trước. Thời gian xuất hiện từ thời khắc Big Bang xảy ra được gọi là thời gian vũ trụ.

## Khái quát
Tóm tắt những giai đoạn quan trọng trong lịch sử và tương lai của vũ trụ, theo thuyết Vụ Nổ Lớn, gồm:

## Vũ trụ rất sơ khai

### Kỷ nguyên Planck
Thời gian ngắn hơn 10−43 giây (thời gian Planck)
Kỷ nguyên Planck là một kỷ nguyên trong vũ trụ học vụ nổ lớn truyền thống (không phình to) mà trong đó nhiệt độ quá lớn nên bốn lực cơ bản—lực điện từ, lực hấp dẫn, tương tác hạt nhân yếu, và tương tác hạt nhân mạnh—là một lực cơ bản. Hiện có ít hiểu biết về vật lý tại nhiệt độ này; các giả thuyết khác nhau đưa ra các viễn cảnh khác nhau. Vũ trụ học vụ nổ lớn truyền thống dự đoán rằng có một điểm kì dị không-thời gian trước thời gian này, nhưng lý thuyết này dựa vào thuyết tương đối rộng, nó được cho là không hiệu quả trong kỷ nguyên này hiệu ứng lượng tử.
Trong vũ trụ có phình to, thời gian trước khi dừng phình to (khoảng 10−32 giây trước Vụ Nổ Lớn) không tuân theo dòng thời gian vụ nổ lớn truyền thống. Các mô hình với mục đích trình bày các quá trình của kỷ nguyên Planck là các đề xuất phỏng đoán cho "Vật Lý Mới". Các ví dụ bao gồm trạng thái ban đầu Hartle–Hawking, phong cảnh dây, vũ trụ học khí dây, và vũ trụ ekpyrotic.

### Kỷ nguyên thống nhất lớn
Giữa 10−43 giây và 10−36 giây sau Vụ Nổ Lớn
Khi vũ trụ giãn nở và nguội đi, nó trải qua nhiệt độ chuyển đổi, tại đây các lực tách rời khỏi nhau. Điều này có thể được coi là chuyển pha giống như chuyển đổi pha ngưng tụ và đông đặc của các vật chất bình thường. Kỷ nguyên thống nhất lớn bắt đầu khi lực hấp dẫn tách rời khỏi các lực trường chuẩn. Vật lý không hấp dẫn của kỷ nguyên này được miêu tả bởi thuyết thống nhất lớn (GUT, grand unified theory). Kỷ nguyên thống nhất lớn kết thúc khi các lực GUT tách thành các lực điện yếu và mạnh.